# ルゼルナ・サン・ジョヴァンニ
ルゼルナ・サン・ジョヴァンニ（イタリア語: Luserna San Giovanni）は、イタリア共和国ピエモンテ州トリノ県にある、人口約7,300人の基礎自治体（コムーネ）。

## 地理

### 位置・広がり
トリノ県南部のヴァル・ペッリチェに位置するコムーネである。県都・州都トリノの南西約45kmに位置する。

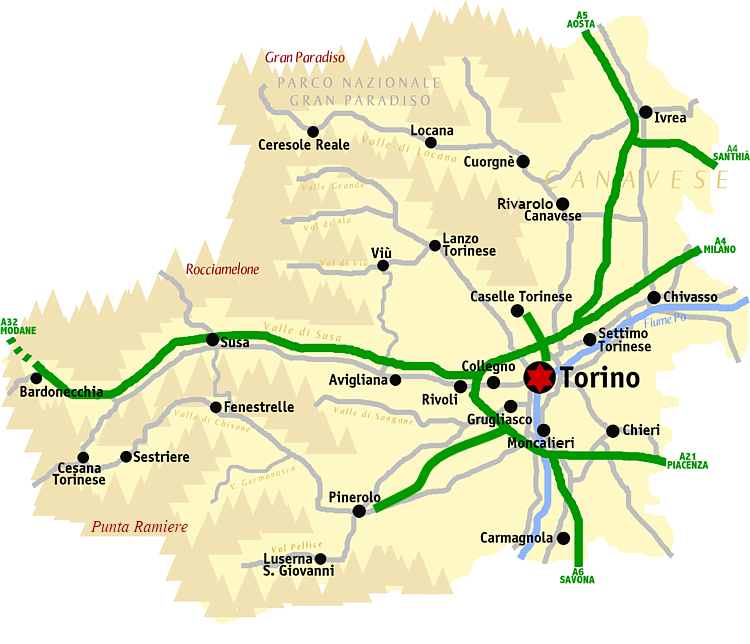
トリノ県概略図

#### 隣接コムーネ
隣接するコムーネは以下の通り。CNはクーネオ県所属。
- アングローニャ
- バニョーロ・ピエモンテ (CN)
- ビビアーナ
- ブリケラージオ
- ルゼルネッタ
- ロラ
- トッレ・ペッリチェ

## 行政

### 分離集落
ルゼルナ・サン・ジョヴァンニには、以下の分離集落（フラツィオーネ）がある。
- Airali, Luserna, San Giovanni, Pecoul

## 姉妹都市
- プリエヴィドザ、スロバキア
- Savines-le-Lac、フランス
- Colonia Valdense、ウルグアイ